# Diego Milán
Diego Milán Jiménez (Almansa, Albacete, 10 de julio de 1985) es un ciclista español, nacionalizado dominicano.
Debutó como profesional en el año 2006 en las filas del equipo Grupo Nicolás Mateos, tras dos temporadas en el mismo pasó a las filas del equipo italiano Acqua & Sapone. Tras dos temporadas en Italia no obtuvo contrato profesional para la temporada 2010 lo que le obligó a competir en el continente americano y donde consiguió varias victorias. Volvió al campo profesional en 2011 con Caja Rural. En la Temporada 2012 Incomprensiblemente tras buenos resultados con el equipo español volvería a quedarse sin contrato. Ese mismo año se nacionalizó dominicano. 
Tras los buenos resultados obtenidos en la primera mitad de 2013, Diego fichó en julio por el equipo luxemburgués Team Differdange-Losch, volviendo de esta forma al profesionalismo.
Desde 2015 hasta 2020 competiría bajo los colores del equipo continental INTEJA IMCA consiguiendo excelentes resultados. Logró el objetivo de clasificar al país caribeño para los Juegos Olímpicos de Río 2016, fue el primer dominicano en la historia del país en participar en la prueba de ciclismo en ruta de unas olimpiadas.
.

## Palmarés
2006
- 1 etapa de la Vuelta a la Comunidad de Madrid

2008
- 1 etapa de la Vuelta a La Rioja
- 1 etapa del GP Paredes Rota dos Móveis

2012
- 2 etapas de la Vuelta Independencia Nacional (como amateur)[5]

2013
- 1 etapa del Tour de Beauce (como amateur)[6]
- Campeonato de la República Dominicana en Ruta   (como amateur)[7]
- 2 etapas del Tour de Guadalupe
- 1 etapa de la Vuelta Independencia Nacional (como amateur)

2014
- Campeonato de la República Dominicana en Ruta
- 1 etapa del Tour de Guadalupe

2015
- 2.º en el Campeonato de la República Dominicana en Ruta
- 1 etapa del Tour de Guadalupe

2019
- 1 etapa del Tour de Beauce
- 3.º en el Campeonato de la República Dominicana en Ruta

## Equipos
- Grupo Nicolás Mateos (2006-2007)
- Acqua & Sapone-Caffè Mokambo (2008-2009)
- Caja Rural (2011)
- Aro & Pedal-Inteja (2012-2013)[8] (amateur)
- Team Differdange-Losch (2013[9] -2014)
- Inteja (2015-2020)
  - Team Inteja-MMR (2015-2016)
  - Inteja Dominican Cycling Team (2017-2018)
  - Inteja Imca-Ridea DCT (2019)
  - Team INTEJA (2020)